# Essi vivono
Essi vivono (They Live) è un film del 1988 scritto e diretto da John Carpenter. È tratto dal racconto del 1963 Alle otto del mattino (Eight O'Clock in the Morning) di Ray Nelson e interpretato dal lottatore "Rowdy" Roddy Piper, Keith David e Meg Foster.
Il film fu un successo minore all'epoca della sua distribuzione, debuttando al primo posto al botteghino negli Stati Uniti. Originariamente ricevette recensioni non entusiaste, con critiche al messaggio sociale, alla sceneggiatura e la recitazione.
Tuttavia, come altri film di Carpenter, col passare degli anni ha acquisito lo status di cult movie e alla fine è stato riconosciuto come un'opera ampiamente sottovalutata.

## Trama
Il disoccupato John Nada lascia Denver per trasferirsi a Los Angeles in cerca di un lavoro. Dopo essersi rivolto invano all'ufficio di collocamento, viene assunto in nero come operaio in un cantiere edile. Con l'aiuto del collega afroamericano Frank Armitage, trova alloggio nella periferia della città. Poco dopo il suo arrivo, Nada nota un susseguirsi di strani eventi: un predicatore religioso affetto da cecità che esorta la gente a "svegliarsi", degli strani messaggi televisivi di uno scienziato, che si sovrappongono temporaneamente alle trasmissioni ma sono rapidamente soppressi, inducendo mal di testa diffuso tra gli spettatori; e un elicottero della polizia, che sembra ispezionare continuamente il sito. 
Nella chiesa al centro della baraccopoli, il coro di fedeli si rivela essere solo una registrazione, che nasconde la base di un piccolo gruppo guidato dall'uomo delle interferenze. Qui Nada scopre per caso diverse attrezzature scientifiche, la scritta "Essi vivono, noi dormiamo", ed una scatola nascosta nel muro. Prima di capire meglio le cose, è costretto ad andarsene quando arriva il prete cieco, che lo lascia andare dopo avergli tastato la faccia e le mani, riconoscendolo quale normale lavoratore manuale.
La baraccopoli viene sgomberata dalle forze dell'ordine e il giorno dopo Nada torna nella chiesa, dove la scritta e tutte le attrezzature sono sparite, salvo la scatola ancora nascosta nel muro. Nada la ruba senza prima controllarne il contenuto, ma poi scopre che contiene solo degli strani occhiali da sole. Ne prende un paio per sè e lascia la scatola in un bidone dell'immondizia. Quando però prova ad indossare gli occhiali, Nada scopre con sgomento che questi rivelano un mondo molto diverso dalle apparenze. Il filtro in bianco e nero delle lenti rivela una Los Angeles completamente tappezzata da messaggi subliminali di propaganda, con costanti ordini di obbedire, consumare e conformarsi, laddove senza occhiali ci sarebbero solo generici cartelloni pubblicitari. Gli occhiali permettono a Nada di scoprire anche che la maggior parte delle persone benestanti e della polizia sono in realtà alieni dal grottesco aspetto simile a zombie, ed anche la stampa e la televisione ripetono ossessivamente gli stessi messaggi.
Entrato in un minimarket, lo straniamento di Nada lo fa scoprire dagli alieni, che si coordinano tramite una ricetrasmittente nell'orologio da polso. Due poliziotti, anch'essi alieni come tutte le figure in posizione di autorità o prestigio sociale e ricchezza, tentano invano di catturare Nada. Questi resiste e finisce per ucciderli e rubare anche le loro armi. In seguito Nada entra in una banca dove compie una strage di alieni, distinguendoli con facilità grazie agli occhiali. Uno degli alieni tuttavia si teletrasporta al sicuro, e Nada si allontana distruggendo una telecamera aliena volante.
Nel suo tentativo di fuggire dal centro della città con tutti i suoi alieni, Nada prende in ostaggio Holly Thompson, l'assistente ai programmi televisivi del Canale 54. Giunti alla villa di Holly, Nada cerca di convincerla con la sua storia, ma continua ad essere ritenuto un pazzo. La donna lo getta da una finestra e chiama la polizia, forzandolo alla fuga senza né occhiali né armi. Tornato in città, Nada riesce a recuperare la scatola con gli altri occhiali prima che sia rimossa dal camion dell'immondizia. Poco dopo incontra Frank, che era venuto a dargli la paga per il lavoro al cantiere, ma anche intimargli di stare alla larga per via dei crimini commessi. Nada cerca a lungo di fargli provare gli occhiali, per dimostrare la verità della propria storia. Ci riesce solo dopo aver battuto Frank in una scazzottata, e lo convince così del pericolo alieno. I due si nascondono in un hotel e in seguito incontrano Gilbert, membro come loro di un gruppo di ribelli, che li invita ad una riunione segreta.
Nel nascondiglio dei ribelli, a Nada e a Frank vengono date delle lenti a contatto speciali più efficaci e discrete degli occhiali. I due apprendono che gli alieni procedono di pianeta in pianeta sfruttandone le risorse naturali e causandone il riscaldamento globale, senza cura per la popolazione originale tra cui si mimetizzano. Anche a Frank viene dato uno degli orologi da polso alieni, dotato di radiotrasmittente e dispositivo per il teletrasporto. Nada incontra di nuovo Holly, ma prima che i due possano parlarsi, la base viene improvvisamente assalita dalle forze dell'ordine. Gran parte dei ribelli viene uccisa sul posto tuttavia Nada e Frank riescono a scappare riuscendo fortuitamente ad aprire un portale nel terreno, spaccando l'orologio alieno.
I due si ritrovano in una base segreta sotterranea dove scoprono che è in corso un summit degli alieni con i collaborazionisti umani. Uno degli abitanti dell'accampamento di vagabondi, ora ben vestito, crede che Nada e Frank siano come lui passati dalla parte degli invasori. Li conduce a spasso per la fortezza aliena, mostrando tra le altre cose un porto intergalattico dal quale gli invasori alieni vanno e vengono in continuazione. Nella base Nada e Frank scoprono lo studio televisivo di Canale 54, dal quale gli alieni trasmettono il segnale con cui viene mascherata la loro reale apparenza ed il contenuto di tutti i messaggi subliminali diffusi tra pubblicità ed altri media. I due iniziano a sparare agli alieni per farsi strada verso l'antenna posta sulla cima dell'edificio, per interrompere il segnale.
Sulla strada la coppia incontra di nuovo Holly e la portano con sé. Improvvisamente Holly rivela di essere anche lei alleata con gli alieni e uccide Frank per poi prendere di mira Nada, che però riesce ad eliminarla. Sul tetto dell'edificio, Nada viene raggiunto da un elicottero della polizia e viene crivellato dagli alieni, ma prima di ciò riesce a sparare all'emittente televisiva distruggendola. Nel finale, prima di morire, Nada mostra il dito medio agli alieni come segno di vittoria, mentre in città, nei luoghi pubblici e nelle case, gli alieni e i loro messaggi sono ora visibili a tutte le persone.

## Produzione
Le riprese si sono svolte a partire dal 7 marzo 1988 a Los Angeles. La prima parte del film è stata girata nella zona degradata di Justiceville, una comunità di senzatetto poi demolita dalle autorità.
Per il ruolo di John Nada fu inizialmente scritturato Kurt Russell, ma dovette rinunciare.
La scena di lotta tra John Nada (interpretato dal wrestler professionista Roddy Piper) e Frank Armitage (Keith David) è ispirata a quella tra John Wayne e Victor McLaglen nel film Un uomo tranquillo (The Quiet Man). Si distingue per la sua lunga durata, di circa 8 minuti, e si svolge in un vicolo che è stato in parte coperto da un materassino, dipinto di grigio per mimetizzarsi con il resto dell'asfalto.
Il trucco è stato affidato a Frank Carissosa, che ha lavorato con Carpenter anche nel 1987 per il film Il signore del male. Carissosa ha realizzato il viso degli alieni con del lattice dipinto.

## Distribuzione
Il film uscì nelle sale americane il 4 novembre 1988, nel weekend delle elezioni presidenziali americane che videro la vittoria di George Bush dopo 8 anni di presidenza di Ronald Reagan.

## Accoglienza

### Incassi
La pellicola ha esordito al primo posto del botteghino nordamericano incassando poco meno di 5 milioni di dollari nel primo weekend; in totale ha incassato nei soli Stati Uniti 13008928 $.

### Critica
Il film ha generalmente ricevuto un'accoglienza critica positiva. Su Rotten Tomatoes il film detiene una percentuale di 86% di critica positiva con il seguente sottotesto: "Con una sovversiva miscela politica di horror e fantascienza, Essi vivono è un sottovalutato film di genere da parte di John Carpenter."
Jay Carr, nella sua critica per il The Boston Globe, scrisse: "Una volta che Carpenter ha mostrato le visuali che rimandano agli anni '50, completa con dei paffuti dischi volanti, e fatto il punto che i ricchi siano dei demoni fascisti, Essi vivono inizia a scarseggiare di immaginazione ed inventività. Ma come commedia horror fantascientifica, Essi vivono, con la sua critica verso il mondo, è nella stessa classe di Terminator e RoboCop nonostante l'eroe non detenga dei bicipiti bionici."
Slavoj Žižek analizzò il film scrivendo: "Essi vivono è definitivamente uno dei capolavori dimenticati della Hollywood di sinistra. Gli occhiali fungono come una critica dell'ideologia. Ti consentono di vedere il vero messaggio sotto tutta la propaganda, lo sfarzo, i cartelloni e così via... Quando indossi gli occhiali intravedi una dittatura nella democrazia, l'ordine invisibile che sostiene la tua apparente libertà."
Maurizio Porro del Corriere della Sera, seppur ritenendolo "un horror che pecca forse di qualche intellettualismo", concluse che "Carpenter merita però rispetto per l'intelligente operazione che dimostra, con un certo sorriso, tutto il suo pessimismo."

## Citazioni e riferimenti
- Il cognome di Frank è un omaggio ad uno dei personaggi de L'orrore di Dunwich di Howard Phillips Lovecraft.[9]
- Nella base sotterranea due guardie aliene usano come walkie-talkie un PKE Meter da Ghostbusters - Acchiappafantasmi.
- Un estratto del film di fantascienza degli anni '50 La meteora infernale viene mostrato nella televisione che guardano i vagabondi dell'accampamento.
- Il numero 62 del fumetto Dylan Dog intitolato I vampiri riprende la trama del film, solo che in questo caso gli "invasori" hanno testa da pipistrello (vampiro, appunto) e possono essere visti solo attraverso un siero che dev'essere iniettato nel corpo umano come se fosse una droga.[10]
- Il videogioco Saints Row IV omaggia la lotta tra Nada e Frank (doppiati in lingua originale dagli stessi Roddy Piper e Keith David) e il film con la missione He Lives ("Egli Vive") che consiste nell'aiutare il personaggio di Piper ad assalire uno studio televisivo controllato da alieni.[11]
- La lotta tra Nada e Frank è stata parodiata anche in alcune serie animate, come South Park e Adventure Time.
- Il videogioco The Simpsons: Bart vs. the Space Mutants è un riferimento al film. Bart interpreta Nada, con tanto di occhiali da sole per riconoscere gli alieni.[senza fonte]
- Il film può ritenersi fonte d'ispirazione per il racconto breve "La Gente delle Dieci" da Incubi & deliri di Stephen King, nel quale un ristretto gruppo di persone riesce a vedere il vero aspetto di una razza aliena che al resto del mondo appaiono come persone normali. Il finale del racconto, con la lotta nello scantinato, ricalca fedelmente lo svolgimento della parte finale del film.
- Una delle espansioni del gioco di ruolo horror italiano Sine Requie, ambientata negli Stati Uniti, descrive una società apparentemente idilliaca, controllata in realtà da creature non morte che mascherano la loro esistenza ai viventi con un siero, il butoprofene acilato. L'intera ambientazione americana è un chiaro omaggio al film, e comprende una società segreta di ribelli chiamata "Gli Occhi Aperti", in grado di vedere la realtà non-morta per ciò che è.
- La band pop punk statunitense Green Day omaggia il film nel video musicale del brano Back in the USA.
- Il film viene omaggiato anche dalla band Anti-Flag nel video musicale per il brano The Disease.
- Il video del singolo La funzione dei Subsonica (in collaborazione coi Righeira) è una chiara citazione del film.[12]
- nel film ci sono due Guardie che citano l’ A-team.